# Egon Krenz
Egon Krenz (Kolberg, Pommeren, 19 maart 1937) is een Duits voormalig politicus en de laatste communistische leider van de Duitse Democratische Republiek. Krenz regeerde maar kort: hij kwam kort voor de val van de Berlijnse Muur in 1989 aan de macht en trad enkele weken later alweer terug. Later werd hij vanwege zijn rol in de DDR-dictatuur tot een gevangenisstraf veroordeeld.

## Levensloop
De kleermakerszoon Egon Krenz groeide op tijdens de Tweede Wereldoorlog en bezocht de lagere school in Voor-Pommeren, deel van het door de Russen bezette Oosten van Duitsland dat in 1949 de Duitse Democratische Republiek (DDR) zou worden. In 1953 werd Krenz lid van de Freie Deutsche Jugend (FDJ), de jeugdorganisatie van de Sozialistische Einheitspartei Deutschlands (SED), waarbinnen hij diverse functies bekleedde. In 1955 werd hij lid van de SED. 
Van 1957 tot 1959 vervulde hij zijn dienstplicht in de Nationale Volksarmee (NVA). Van 1964 tot 1967 bezocht hij de partijhogeschool van de Communistische Partij van de Sovjet-Unie (CPSU). Na zijn terugkeer in de DDR werd hij secretaris van de FDJ (1967-1974).
Van 1971 tot 1990 was Krenz lid van de Volkskammer (parlement) en van 1981 tot 1984 lid van de Staatsraad (uitvoerende macht van de regering). Van 1983 tot 1989 was Krenz secretaris van het Centraal Comité van de SED en lid van het Politbureau. In juni 1989 liet hij zich positief uit over de onderdrukking van de studentendemonstraties in Peking.

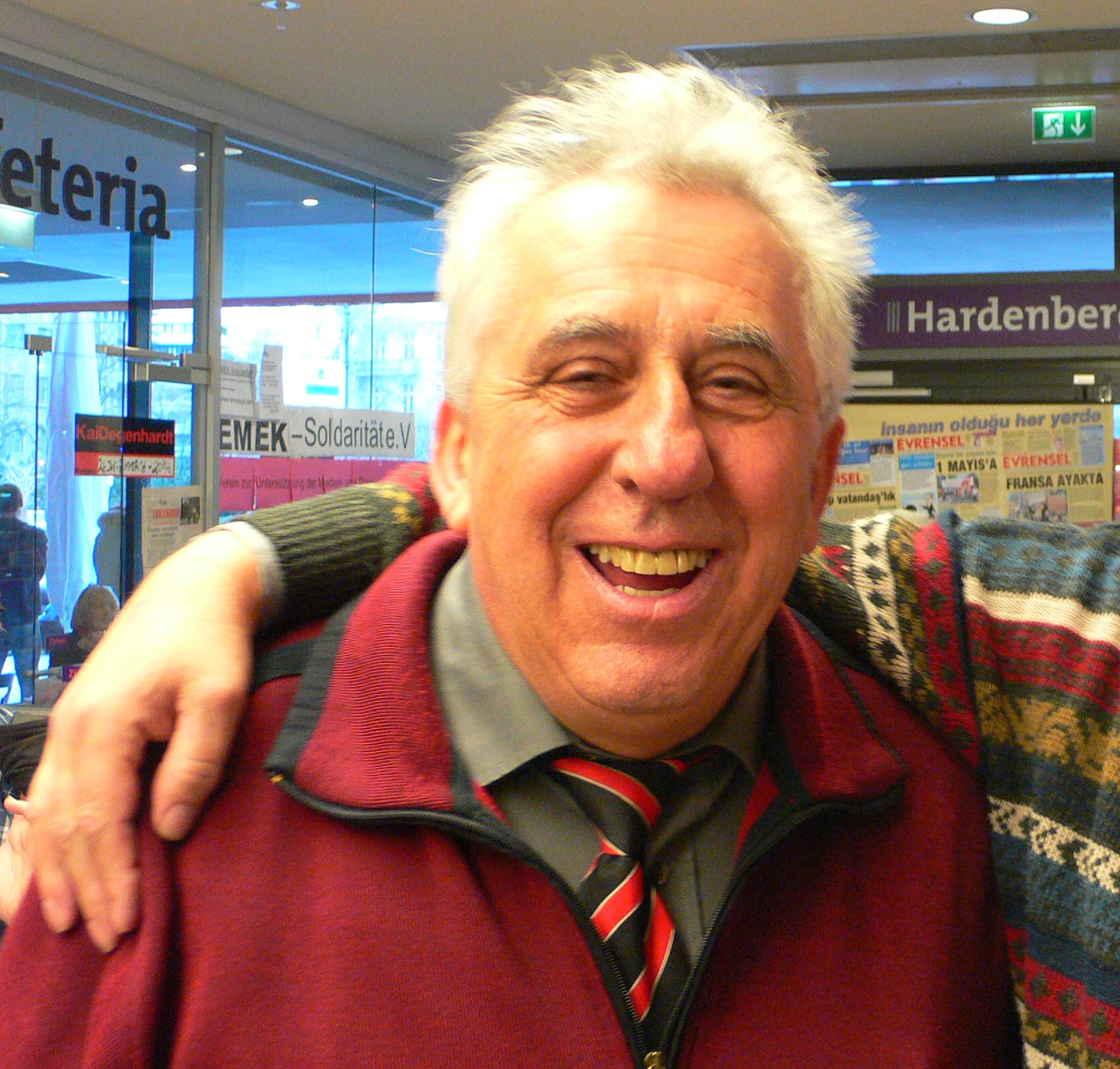
Egon Krenz in 2007

Eind oktober 1989 bewerkstelligde hij samen met anderen (onder wie Günter Schabowski) de val van Erich Honecker. Na de val van Honecker werd Krenz staats- en partijleider. Op 3 november 1989 tekende Krenz als voorzitter van de Nationale Verteidigungsrat het bevel 11/89 niet te schieten op demonstranten in het grensgebied. De volgende dag vond in Oost-Berlijn de eerste grote legale protestdemonstratie plaats op de Alexanderplatz met ruim 750.000 betogers. In december 1989, na de val van de Berlijnse Muur op 9 november, trad hij terug uit zijn functies.

## Politbüroprozess
In januari 1990 werd hij uit de PDS (de opvolger van de SED) gestoten. Krenz werd in 1999 veroordeeld tot 6½ jaar gevangenisstraf wegens doodslag in minstens vier gevallen, als gevolg van het in de DDR aan de Muur geldende Schießbefehl. Na hoger beroep dat door Krenz werd verloren begon zijn vrijheidsstraf in januari 2000. In december 2003 kwam hij voorlopig vrij, na al enige tijd een taakstraf op Luchthaven Berlin-Tegel te hebben vervuld. Hij werkte daar bij een luchtvaartmaatschappij en verkocht afgedankte vliegtuigen door aan Rusland; 's avonds meldde hij zich weer bij de gevangenis.
Na zijn vrijlating vestigde Egon Krenz zich met zijn vrouw, de lerares Erika Krenz-Brusch (1939-2017) , in het Voorpommerse Dierhagen aan de Oostzee. Krenz heeft uit dit huwelijk twee zonen.
- Gemeinsame Normdatei: 118943154
- International Standard Name Identifier: 0000 0000 8114 6028
- Library of Congress Control Number: n89642030
- Nationale Bibliotheek van Letland: 000298351
- Bibliotheek van het Japanse parlement: 00469850
- Nationale Bibliotheek van Polen: a0000001227425
- Nederlandse Thesaurus van Auteursnamen: 087486687
- LIBRIS: 379465
- SNAC: w6238rz5
- Système universitaire de documentation: 105670332
- Virtual International Authority File: 35255728
- WorldCat: E39PBJkdqRdxJqjGm4PyGrpwYP

Johannes Dieckmann · Wilhelm Pieck · Walter Ulbricht · Friedrich Ebert jr. · Willi Stoph · Erich Honecker · Egon Krenz · Manfred Gerlach · Sabine Bergmann-Pohl
Wilhelm Pieck (co-voorzitter) · Otto Grotewohl (co-voorzitter) · Walter Ulbricht · Erich Honecker · Egon Krenz